# Dolmen di Torre Ospina

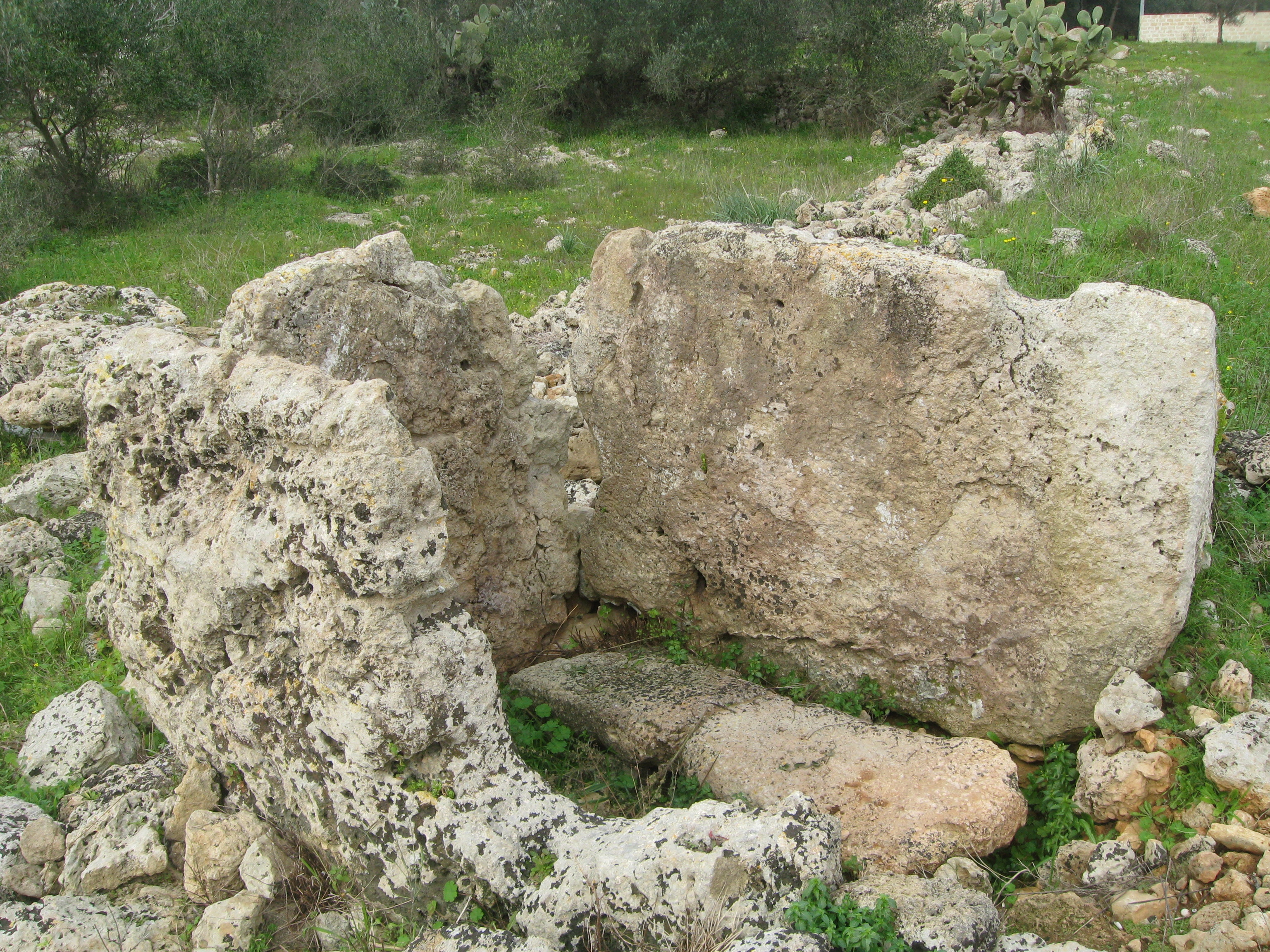
Dolmen di Torre Ospina

Der Dolmen di Torre Ospina liegt in Racale bei Alliste in Apulien in Italien. 
Der Dolmen steht in der Nähe des namengebenden Turmes in einem Gelände mit natürlicher Vegetation, Feigenbäumen und Felsen. Die Deckenplatte hatte einen Riss, der sie teilte, so dass sie ins Innere der Kammer gefallen ist. Die Platte wurde zusammengefügt, aber nicht auf die Tragsteine aufgelegt, sondern auf dem Boden positioniert. Von den ursprünglich vier Orthostaten blieben drei erhalten. Der Zugang der Kammer liegt im Süden. Die Schäden an dem Dolmen sind durch Schatzsucher verursacht.